# Ciao Adios
〈Ciao Adios〉는 잉글랜드의 가수 앤마리의 노래이다. 정규 데뷔 앨범 《Speak Your Mind》의 싱글이다. 영국 싱글 차트 9위를 한 곡이다. 영국 축음기 협회(BPI) 인증 플래티넘 등급을 받은 곡이다.

## 곡 목록
- Digital download

1. "Ciao Adios" – 3:20

- Digital download[1]

1. "Ciao Adios" (Acoustic) – 4:44